# Gösta Gartz
Claes Gustaf "Gösta" Wilhelm Gartz, född 18 februari 1868 i Stockholm, död där 20 november 1939, var en svensk militär och idrottsledare.
Gösta Gartz var son till bokförläggaren Johan Adolf Gartz. Han avlade officersexamen 1888 och blev därefter underlöjtnant vid fortifikationen och utexaminerades från Artilleri- och ingenjörhögskolan 1893. Han var därefter elev vid Arméns rid- och körskola på Strömsholms slott 1893-1894. År 1894 blev Gartz löjtnant i fortifikationen, 1903 befordrad till kapten och tjänstgjorde som fortifikationsofficer i 1:a arméfördelningens stab 1906-1913. Han befordrades 1912 till major, tjänstgjorde i marinförvaltningen 1914-1915 och var lärare i byggnadskonst och beskrivande geometri vid Artilleri- och ingenjörhögskolan 1914-1920. Åren 1915-1927 var Gartz chef för arméförvaltningens fortifikationsdepartements kasernbyrå och var chef för fortifikationsstaben 1923-1926. Han befordrades 1916 till överstelöjtnant och 1919 till överste.
Gartz var även framstående som kapplöpningsryttare, skytt och roddare. Han blev även en erkänd kapplöpningstränare. Senare kom han även att intressera sig för segelsport, och blev även där en framstående tränare. Han gjorde ritningar till segelbåten Pojkbåt och författade även Segelsportens grunder. Gartz var även en framstående filatelist.
Gartz blev 1909 riddare, 1922 kommendör av andra och 1925 av första klass av Svärdsorden samt 1919 riddare av Vasaorden.